# Alec Mills
Pour les articles homonymes, voir Mills.
Alec Mills,  né le 10 mai 1932 à Londres (Royaume-Uni), et mort le 12 février 2024, est un directeur de la photographie, réalisateur et scénariste britannique.

## Filmographie

### comme directeur de la photographie

#### Cinéma
- 1982 : The Island of Adventure d'Anthony Squire
- 1982 : Alicja] de Jacek Bromski et Jerzy Gruza
- 1983 : Star Wars, épisode VI : Le Retour du Jedi (Star Wars: Episode VI - Return of the Jedi) de Richard Marquand (non crédité)
- 1983 : On the Third Day de Stanley O'Toole
- 1984 : Space Riders de Joe Massot
- 1985 : Biddy de Christine Edzard
- 1985 : Hot Target de Dennis C. Lewiston
- 1986 : King Kong 2 (King Kong Lives) de John Guillermin et Charles McCracken
- 1987 : Tuer n'est pas jouer (The Living Daylights) de John Glen
- 1987 : Cœur de lion (Lionheart) de Franklin J. Schaffner
- 1989 : Permis de tuer (Licence to Kill) de John Glen
- 1992 : L'Attaque des aigles de fer III (Aces: Iron Eagle III) de John Glen
- 1992 : Christophe Colomb : La découverte (Christopher Columbus : The Discovery) de John Glen
- 2001 : Point Men (The Point Men) de John Glen
- 2003 : Girl on a Cycle (court métrage) de Rachel Wang

#### Télévision
- 1986 : Shaka Zulu (feuilleton TV)
- 1989 : About face (série télévisée)
- 1991 : Soldier Soldier (série télévisée)
- 1992 : Seeker (série télévisée)
- 1997 : The Moth (en) (TV)
- 1997 : Rag Nymph (feuilleton TV)

### comme réalisateur
- 1990 : Dead Sleep
- 1990 : Bloodmoon